# Chaetopleurophora multiseriata
Chaetopleurophora multiseriata är en tvåvingeart som först beskrevs av Aldrich 1904.  Chaetopleurophora multiseriata ingår i släktet Chaetopleurophora och familjen puckelflugor. Inga underarter finns listade i Catalogue of Life.